# Vincenzo Cuomo (politico)
Vincenzo Cuomo detto Enzo (Piano di Sorrento, 3 aprile 1964) è un politico italiano, sindaco di Portici dal 12 giugno 2017, incarico già ricoperto dal 12 giugno 2004 al 8 ottobre 2012.

## Biografia
Vincenzo Cuomo è nato a Piano di Sorrento, nella Città Metropolitana di Napoli, il 3 aprile 1964. Divorziato, padre di due figli, si laurea all'università degli Studi di Napoli Federico II in economia e commercio e viene assunto come funzionario all'ASL Napoli 1.
Ha praticato a livello agonistico tennis, calcio e basket ed è stato componente della Nazionale Italiana Sindaci di calcio.

### Attività politica
Già esponente della Democrazia Cristiana, del Partito Popolare Italiano, de La Margherita ed infine del Partito Democratico.
Alle elezioni comunali in Campania del 2004 viene eletto sindaco di Portici al primo turno con il 63,5% dei voti con una coalizione di centro-sinistra composta da Margherita, DS, Verdi, Rifondazione Comunista, SDI, UDEUR, Repubblicani Democratici e Comunisti Italiani.
Di seguito i suoi provvedimenti amministrativi contro la criminalità organizzata, la demolizione di una villa abusiva appartenente ad esponenti del clan Vollaro, una ordinanza contro il racket del "pizzo" che vietava gli addobbi natalizi utilizzati come forma artificiosa dai clan per estorcere denaro ai commercianti locali , un'ordinanza di chiusura alle attività commerciali che, in occasione del funerale della moglie del capo clan locale, chiusero in segno di lutto in modo anomalo le loro attività per l'intera giornata. 
Per queste e per altre attività è stato più volte minacciato. 
Alle successive comunali in Campania del 2009 è riconfermato sindaco al primo turno con il 69,37% dei voti, sempre sostenuto da una coalizione di centro-sinistra composta da PD, PSI, IdV, Sinistra con Vendola, Verdi, Repubblicani Democratici e Comunisti Italiani.
Alle elezioni politiche del 2013 viene candidato al Senato della Repubblica, in circoscrizione Campania, tra le liste del Partito Democratico (in quarta posizione), venendo eletto senatore della XVII Legislatura.
In occasione delle elezioni amministrative del 2017, si ricandida alla carica di sindaco di Portici, venendo sostenuto da una coalizione di centro-sinistra composta da: PD, PSI, UDC e dieci liste civiche. Viene eletto Sindaco al primo turno con il 65,60% dei consensi.
Il 19 settembre 2017 si dimette da senatore per via dell'incompatibilità con la carica di Sindaco; gli subentra Lucia Esposito.
Il 13 giugno 2022 viene rieletto per la quarta volta sindaco di Portici, al primo turno, con circa l'84% dei consensi e una coalizione composta dal Partito Democratico e alcune liste civiche.